# دیتر بلو
دیتر بلو (آلمانی: Dieter Below؛ زادهٔ ۲۳ ژوئن ۱۹۴۲) قایقران قایق بادبانی اهل آلمان شرقی است.